# North Carolina Museum of Art

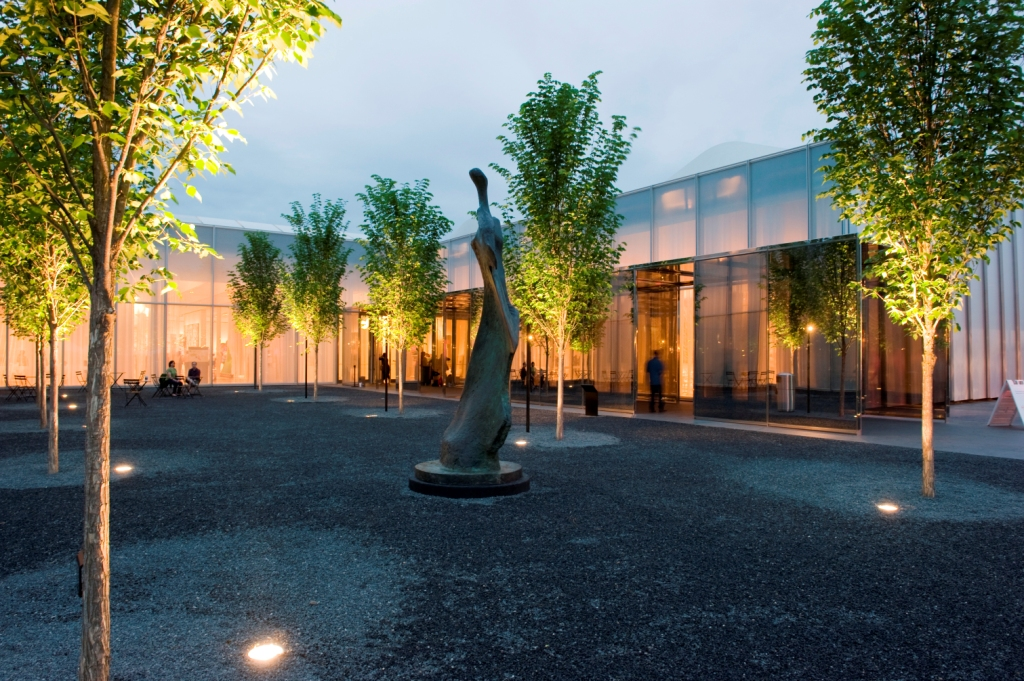
Eingangsbereich (2010)

Das North Carolina Museum of Art ist ein 1947 gegründetes Kunstmuseum in Raleigh.

## Geschichte
Das Museum wurde am 6. April 1956 eröffnet.
Der US-Bundesstaat North Carolina stellte ursprünglich eine Million Dollar bereit, wovon 139 europäische und amerikanische Gemälde und Skulpturen erstanden wurden. Das Museum war das erste in den USA, dessen Sammlung mit öffentlichen Geldern finanziert wurde.
Gründungsdirektor war von 1955 bis 1958 der aus Deutschland stammende Kunsthistoriker Wilhelm Reinhold Valentiner. 1960 vermachte die Samuel H. Kress Foundation dem Museum 75 weitere Kunstwerke. Von 1960 bis 1970 leitete der ebenfalls aus Deutschland stammende Kunsthistoriker Justus Bier das Museum.
Heute umfasst die Sammlung über 5000 Kunstwerke der letzten 5000 Jahre: von der Kunst der Ägypter bis hin zu zeitgenössischen Werken. Am 5. April 1983 zog das Museum zu seinem heutigen Standort an der Blue Ridge Road.

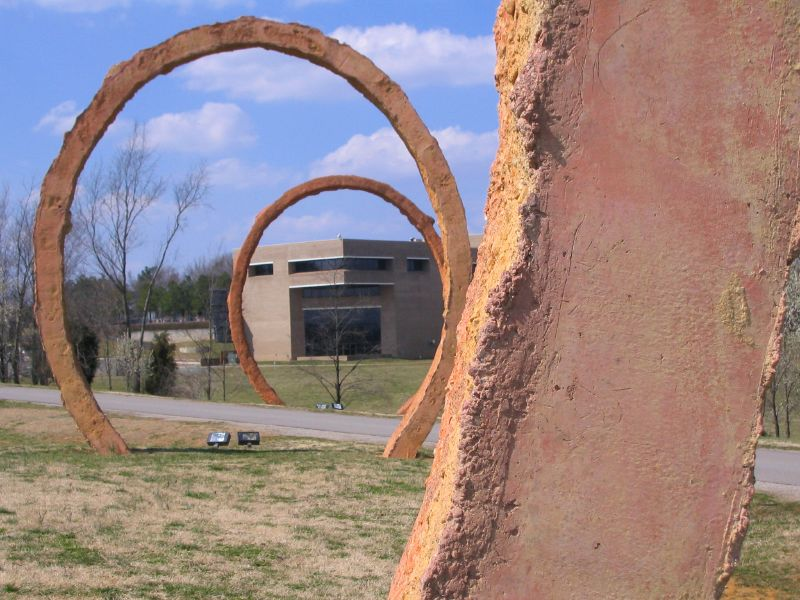
Museumsgarten

## Veröffentlichungen
- Jan Miense Molenaer, Painter of the Dutch Golden Age, North Carolina Museum of Art, Raleigh, North Caroline 2002, ISBN 0-88259-987-9.